# HD 256
HD 256，又名BD-18 6428，SAO 147090、HR 10，是一颗恒星，视星等为6.19，位于銀經74.36，銀緯-75.9，其B1900.0坐标为赤經0h 2m 11.8s，赤緯-17° -75.9′ 39″。